# 香港尖沙咀凱悅酒店
22°17′52″N 114°10′25″E / 22.2977°N 114.1737°E
香港尖沙咀凱悅酒店（英語：Hyatt Regency Hong Kong, Tsim Sha Tsui）為凱悅國際酒店集團管理的其中一所酒店，位於香港九龍尖沙咀河內道18號名鑄的3至24樓。
新世界發展於2007年11月29日宣佈，其發展的尖沙咀河內道重建項目內的五星級酒店，由凱悅國際酒店集團奪得管理權，並宣佈香港凱悅酒店即將落成的消息。香港凱悅酒店是繼香港君悅酒店後，新世界發展委任凱悅國際於香港管理的第二間酒店，該酒店可算是在彌敦道舊有香港凱悅酒店的延續。該酒店在2009年10月2日開幕，一共有384間客房，客房可飽覽九龍半島及維港景色，酒店地庫設有通道連接港鐵尖東站。由2007年6月26日開始，香港尖沙咀凱悅酒店成為幻彩詠香江其中一幢參展大廈。

## 餐飲
希戈餐廳 Hugo
位於大堂樓層，連接K11商場。設有午餐及晚餐。獲得Hong Kong Tatler Dining頒發香港及澳門最佳食府2011－2014。
凱悅軒
位於K11凱悅酒店三樓。主要提供中式餐宴。獲得Hong Kong Tatler Dining頒發香港及澳門最佳食府2011－2014。
咖啡廳
位於K11凱悅酒店大堂樓層。主要提供自助餐。
請請吧
位於K11凱悅酒店大堂樓層。主要提供酒吧服務。

## 圖集

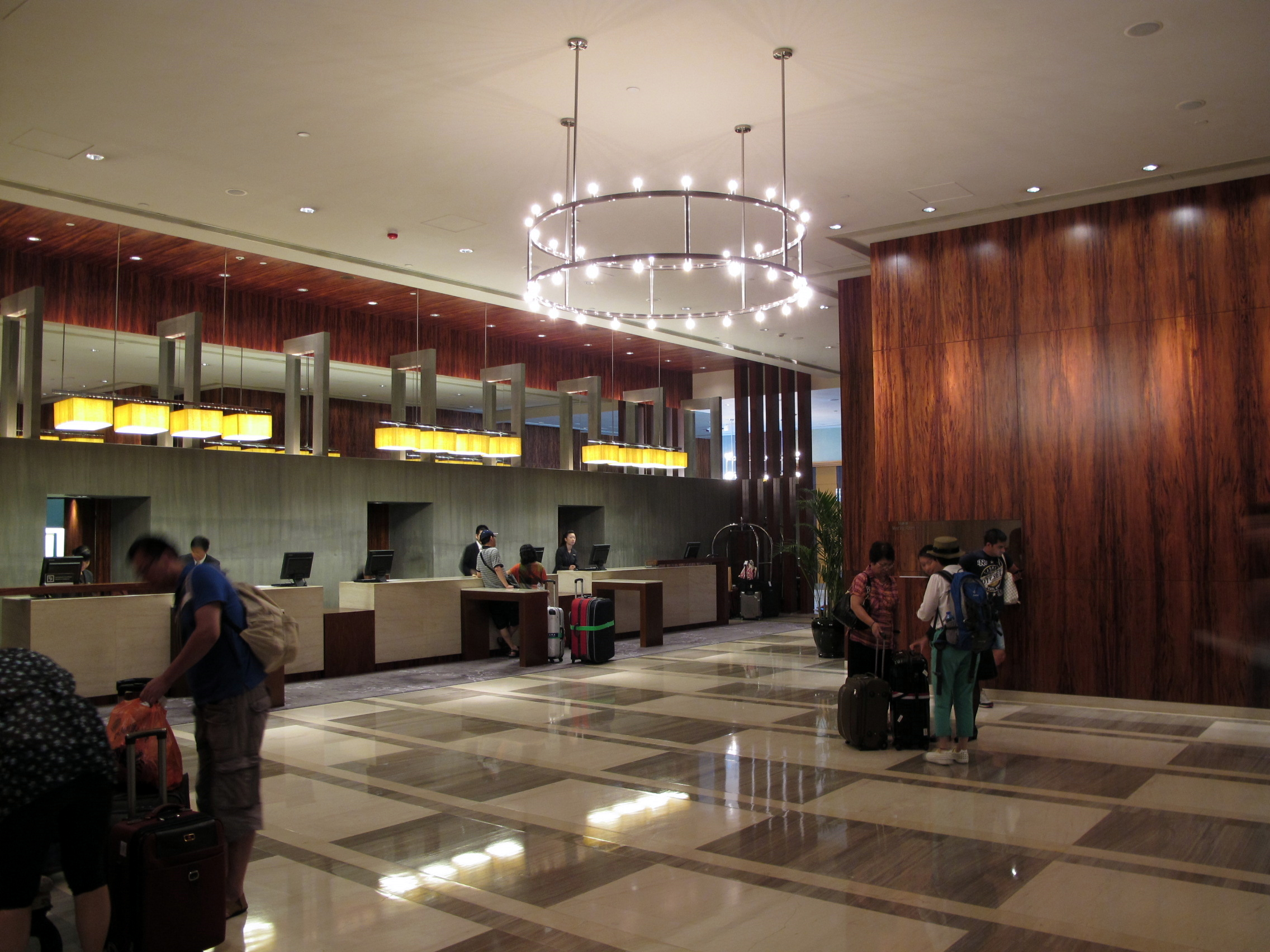
酒店大堂
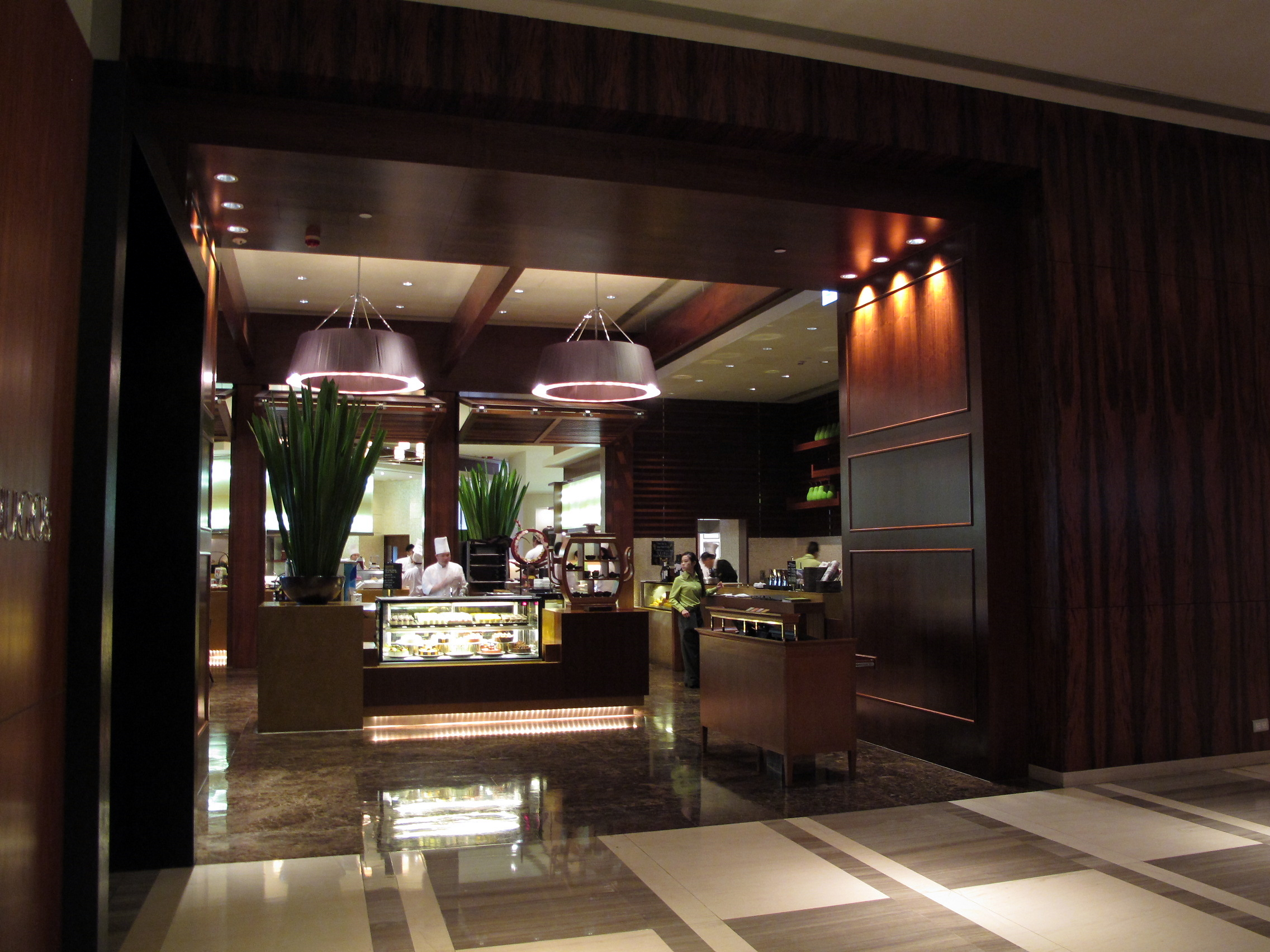
Cafe Hyatt
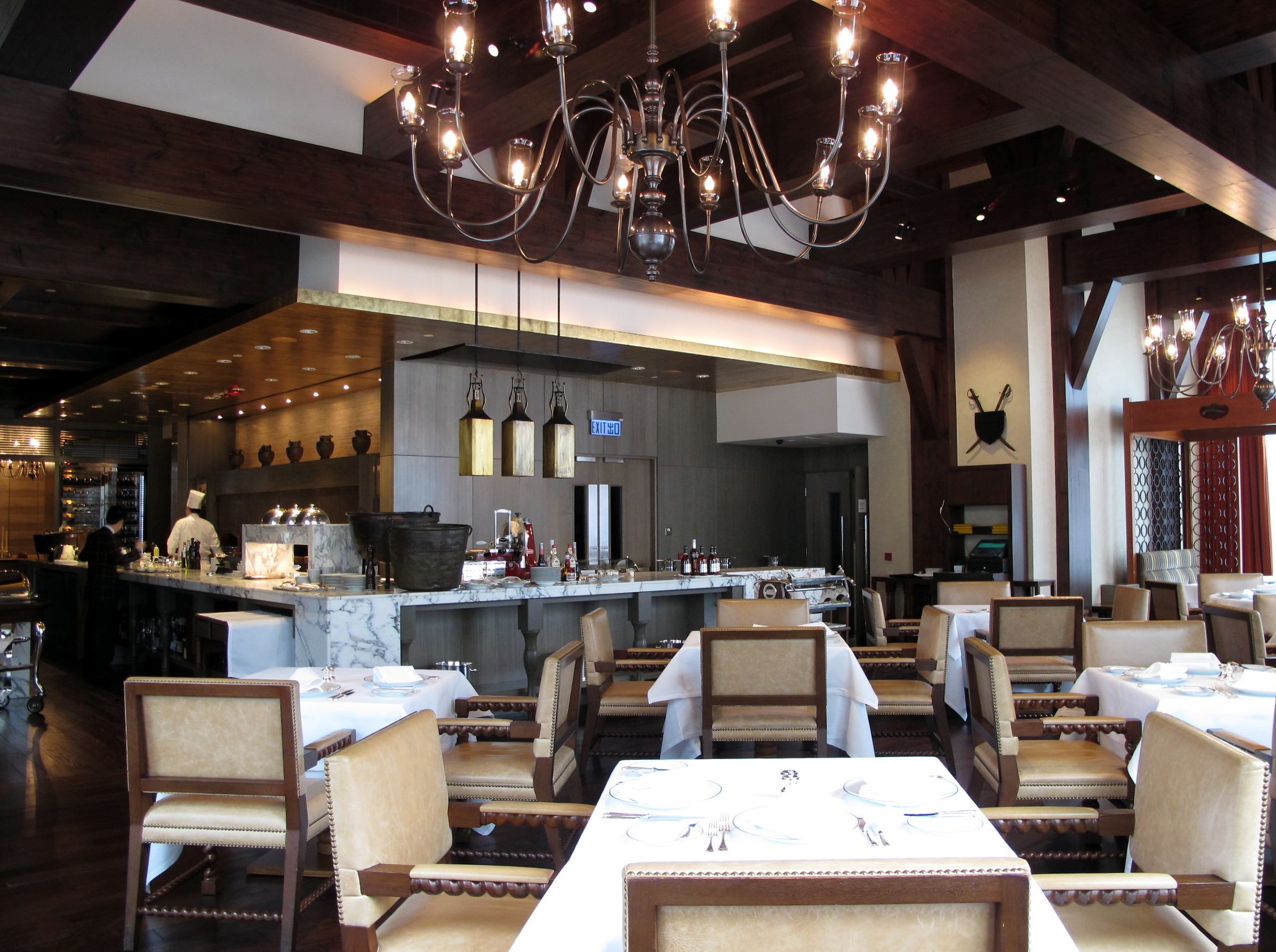
Hugo
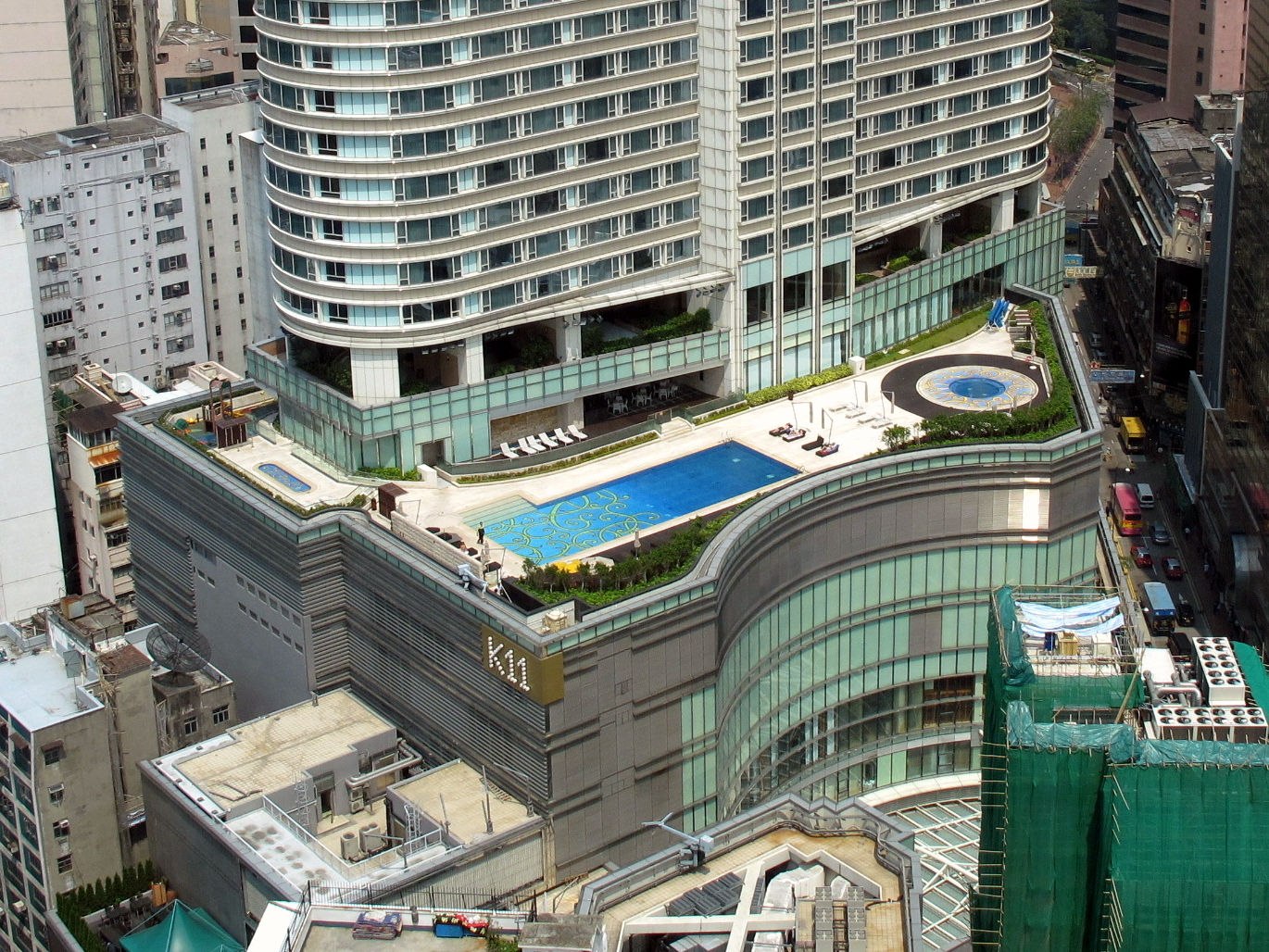
酒店游泳池與名鑄共用